# Enköpingsån
Enköpingsån, å i sydvästra Uppland, längd 25 km inklusive källflöden, avrinningsområde 164 km², varav 56 % åker- och ängsmark, 37 % skogsmark, 2 % våtmark och 5 % övrig mark.
Åns största källflöde är Örbäcken från Torgesta som huvudsakligen rinner i sydlig riktning mot Mälaren men som böjer av 90 grader mot öster strax norr om Tillinge kyrka och därefter kallas Enköpingsån. Största biflödet är Långängesbäcken.
Ån rinner slutligen genom staden Enköping och har sitt utlopp till Mälaren vid hamnen; eller snarare där hamnen låg tills i början av 1900-talet. Numera finns det en något hundratal meter lång grävd kanal in till hamnen som även den benämns Enköpingsån. Ån är även en del av den berömda stadsparken i Enköping, (som fått ett antal priser för sin arkitektur och utsmyckning). Vid åns utlopp i hamnen, det så kallade Munksundet, låg på medeltiden ett franciskanerkloster.